# Franklin Williams
Franklin Williams White (Siquirres, Limón; 12 de noviembre de 1959) es un exfutbolista costarricense que jugaba como delantero.

## Trayectoria
Su primer equipo fue el de ciudad, el Limonense, donde debutó el 2 de diciembre de 1979 en una derrota ante Alajuelense de 2-1. Su primer gol fue el 14 de junio de 1981, cuando derrotó a San Miguel por la mínima.
Posteriormente, jugó con San Carlos, Alajuelense, el Marathón de la Liga Nacional de Honduras, Cartaginés y Uruguay de Coronado. Anotó 41 goles en 208 partidos jugando en la Primera División de Costa Rica, donde consiguió tres subcampeonatos con Limonense en 1981, Alajuelense en 1985 y Cartaginés en 1987.

## Selección nacional
Diez veces y un gol totalizó con la selección de Costa Rica, donde debutó el 22 de octubre de 1983, frente a Guatemala en el Preolímpico de Concacaf de 1984. Ese día anotó el único tanto que le dio la victoria a su país.

### Participaciones en Campeonatos Concacaf
| Copa                                          | Sede   | Resultado     | Partidos | Goles |
| --------------------------------------------- | ------ | ------------- | -------- | ----- |
| Campeonato de Naciones de la Concacaf de 1985 | Varias | Tercer puesto | 2        | 1     |

## Clubes
| Club                | País       | Año       |
| ------------------- | ---------- | --------- |
| Limonense           | Costa Rica | 1979-1981 |
| San Carlos          | Costa Rica | 1984-1985 |
| Alajuelense         | Costa Rica | 1985      |
| Marathón            | Honduras   | 1986-1987 |
| Cartaginés          | Costa Rica | 1987-1988 |
| Uruguay de Coronado | Costa Rica | 1988-1992 |

## Palmarés

### Títulos internacionales
| Título                  | Equipo     | Sede   | Año  |
| ----------------------- | ---------- | ------ | ---- |
| Preolímpico de Concacaf | Costa Rica | Varias | 1984 |